# Simalia amethistina
Espèce
Synonymes
- Boa amethistina Schneider, 1801
- Liasis amethystinus (Schneider, 1801)
- Python amethystinus (Schneider, 1801)
- Morelia amethystina (Schneider, 1801)
- Aspidopython jakati Meyer, 1874
- Liasis duceboracensis Günther, 1879
- Hypaspistes dipsadides Ogilby, 1891
- Liasis clarki Barbour, 1914

Statut de conservation UICN

 LC  : Préoccupation mineure
Statut CITES
Le Python améthyste (Simalia amethistina) est une espèce de serpents de la famille des Pythonidae.

## Répartition
Cette espèce se rencontre :
- dans les Moluques en Indonésie sur les îles d'Halmahera, de Bacan, de Céram, d'Ambon, de Saparua et d'Haruku et dans les îles Banda, les îles Tanimbar, les îles Kai et les îles Aru ;
- dans les îles Raja Ampat en Indonésie sur les îles de Misool et de Salawati ;
- en Nouvelle-Guinée ;
- dans les îles Trobriand en Papouasie-Nouvelle-Guinée ;
- dans l'archipel Bismarck en Papouasie-Nouvelle-Guinée ;
- dans les Louisiades en Papouasie-Nouvelle-Guinée ;
- dans les îles d'Entrecasteaux en Papouasie-Nouvelle-Guinée sur l'île de Fergusson ;
- dans plusieurs îles du Détroit de Torrès en Australie ;
- dans le nord-est du Queensland en Australie.

Sa présence est incertaine aux Philippines.

## Habitat
On le trouve aussi bien dans le bush que dans les zones suburbaines. En Indonésie et dans le nord du Queensland, en Australie, on le trouve surtout dans les forêts tropicales. Il apprécie les habitats chauds et humides avec des cours d'eau.

## Description

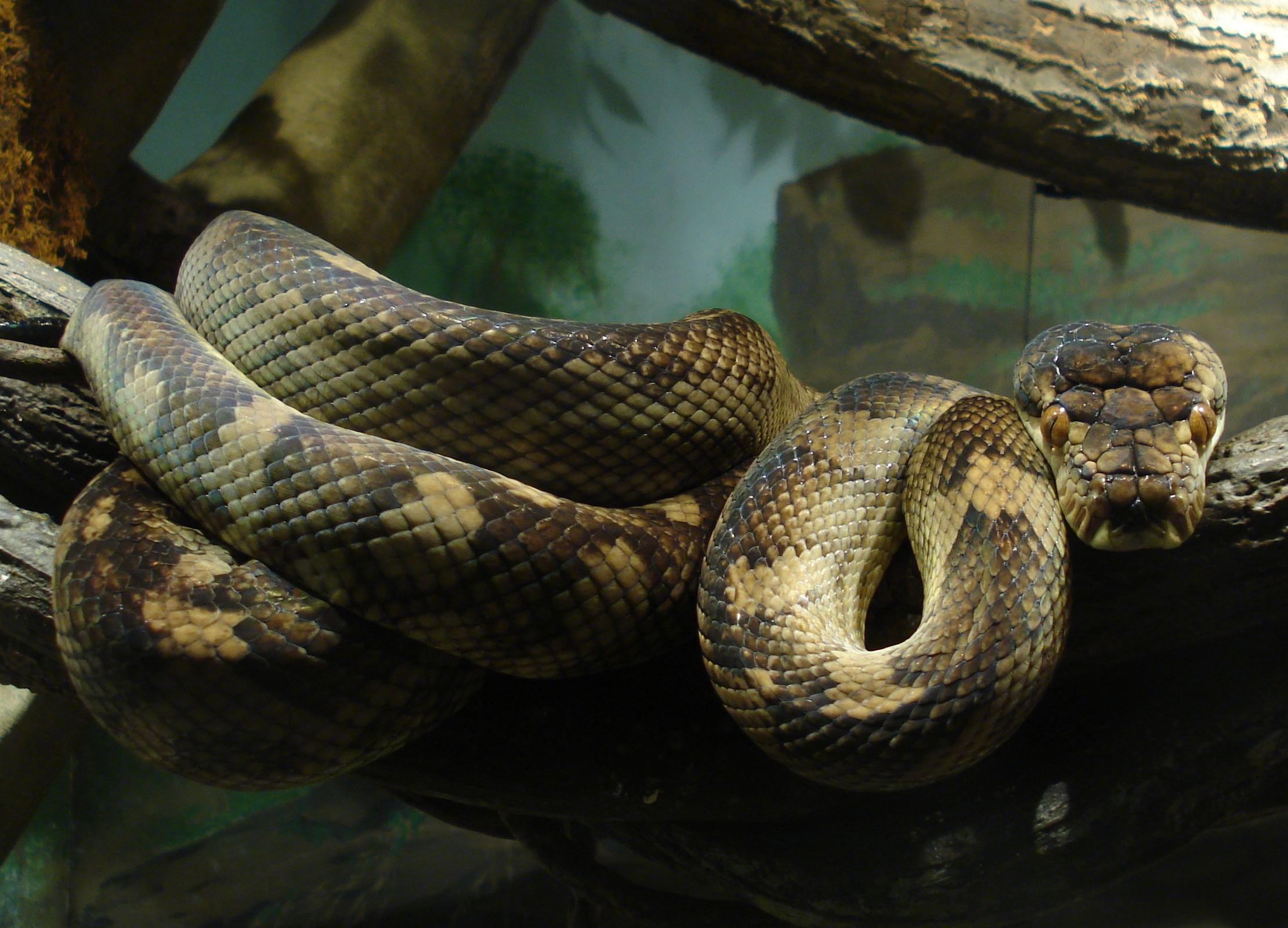

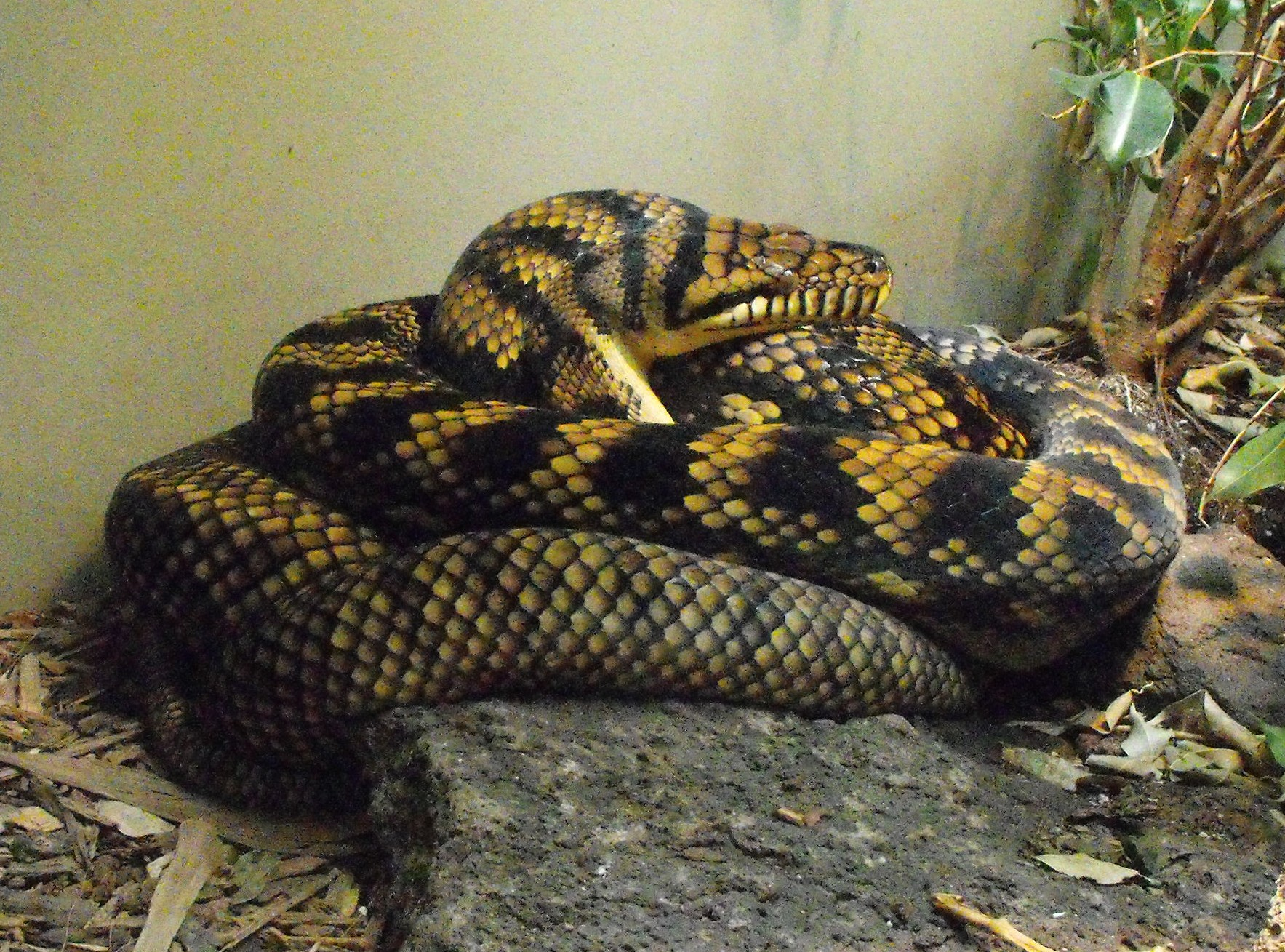

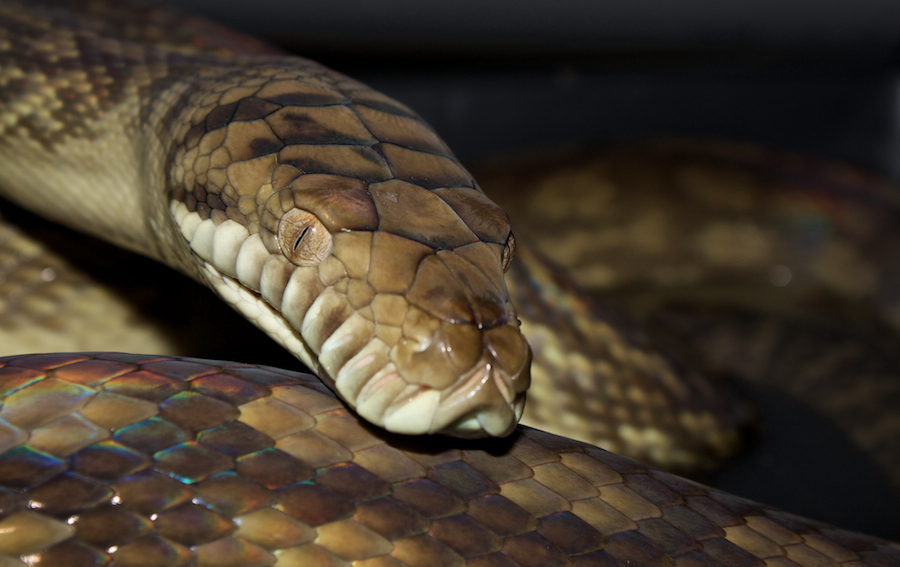

C'est un serpent constricteur ovipare. On a trouvé des spécimens de plus de 8,5 m de longueur mais de façon tout à fait exceptionnelle, ceux de 5,5 m étant déjà considérés comme importants. Le corps est relativement mince, contrairement à beaucoup d'autres membres de cette grande famille. Le nom spécifique, amethistina, est une allusion à l'éclat laiteux, irisé de ses écailles, ce qui lui donne une couleur améthyste. Apprécié par les amateurs de reptiles pour sa couleur et sa taille, c'est le plus grand serpent australien, et même le plus grand serpent océanien du fait de l'absence du python réticulé en Nouvelle-Guinée.

## Comportement
C'est un animal surtout nocturne. Les individus jeunes sont principalement arboricoles, tandis que les adultes passent plus de temps sur le sol. Les mâles sont agressifs entre eux pendant la saison des amours et se livrent des combats pendant cette période.

## Alimentation
Son régime alimentaire se compose généralement d'oiseaux, de chauves-souris, de rats, d'opossums et autres petits animaux. Les plus grands spécimens australiens vont attraper et manger des wallabies, les attendant au bord de l'eau lorsqu'ils viennent boire.

## Publication originale
- Schneider, 1801 : Historiae Amphibiorum naturalis et literariae. Fasciculus secundus continens Crocodilos, Scincos, Chamaesauras, Boas. Pseudoboas, Elapes, Angues. Amphisbaenas et Caecilias. Frommani, Jena, p. 1-374 (texte intégral).